# Corylus avellana
Il nocciòlo (Corylus avellana L., 1753) è un albero da frutto appartenente alla famiglia Betulaceae.

## Etimologia
Il nome del genere deriva dal greco κόρυς = elmo, oppure da kurl, il nome celtico della pianta, mentre l'epiteto specifico deriva da Avella, comune in provincia di Avellino, zona nota fin dall'antichità per la coltivazione di noccioli.

## Descrizione

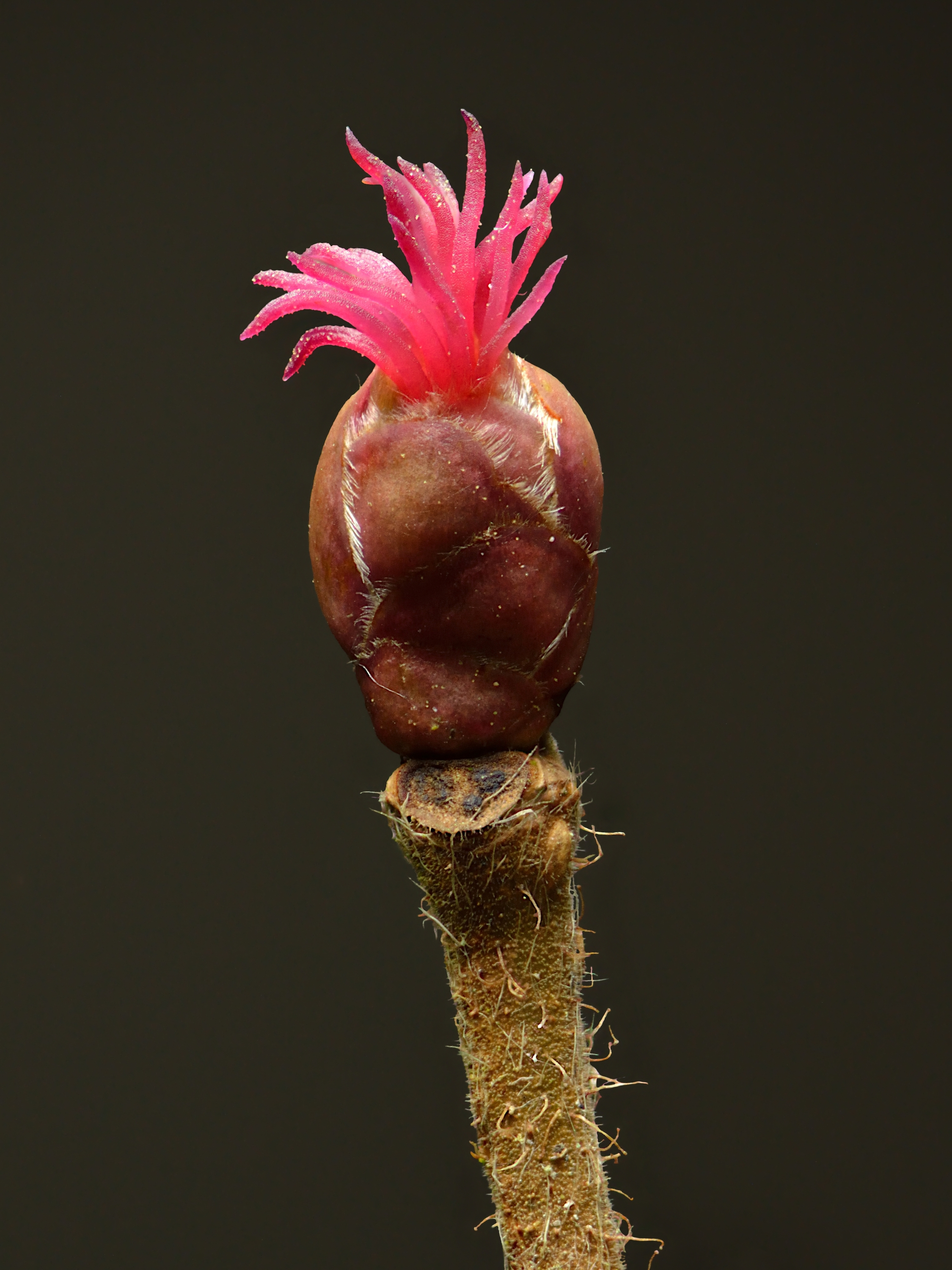
Fiori femminili di nocciolo

La pianta ha portamento a cespuglio o ad albero, se coltivata è alta in genere dai 2 ai 4 m ma se lasciata in forma libera può raggiungere anche 7–8 m. Ha foglie semplici, cuoriforme a margine dentato. È una specie monoica monoclina, caducifoglia e latifoglia, con crescita rapida.
Le infiorescenze sono unisessuali. Le maschili in amenti penduli che si formano in autunno, le femminili somigliano ad una gemma di piccole dimensioni. Ogni cultivar di nocciolo è autosterile e ha bisogno di essere impollinata da un'altra cultivar.
Il frutto (nocciola) è avvolto da brattee da cui si libera a maturazione e cade. È commestibile e si usa crudo, cotto o macinato in pasta. È ricco di un olio impiegato sia nell'alimentazione che nell'industria cosmetica.
Il legno del nocciolo è molto flessibile, elastico e leggero, adoperato fin dall'antichità per fabbricare ceste e recinti. Non è adatto come materiale da costruzione o per mobili in quanto troppo elastico e poco durevole.

## Distribuzione e habitat
L'areale geografico naturale è europeo-caucasico; va dalla Penisola iberica e Inghilterra fino al Volga, e dalla Svezia alla Sicilia. La distribuzione altitudinale è da collinare a medio-montana. Rifugge le aree mediterranee più calde e aride. Preferisce terreni calcarei, ben drenati, fertili e profondi e luoghi semi-ombreggiati. L'habitat naturale è costituito da boschi di latifoglie, soprattutto querceti misti mesofili, radure e margini. Può formare boschetti pionieri su terreni freschi pietrosi, in consociazione con aceri o pioppo tremulo.

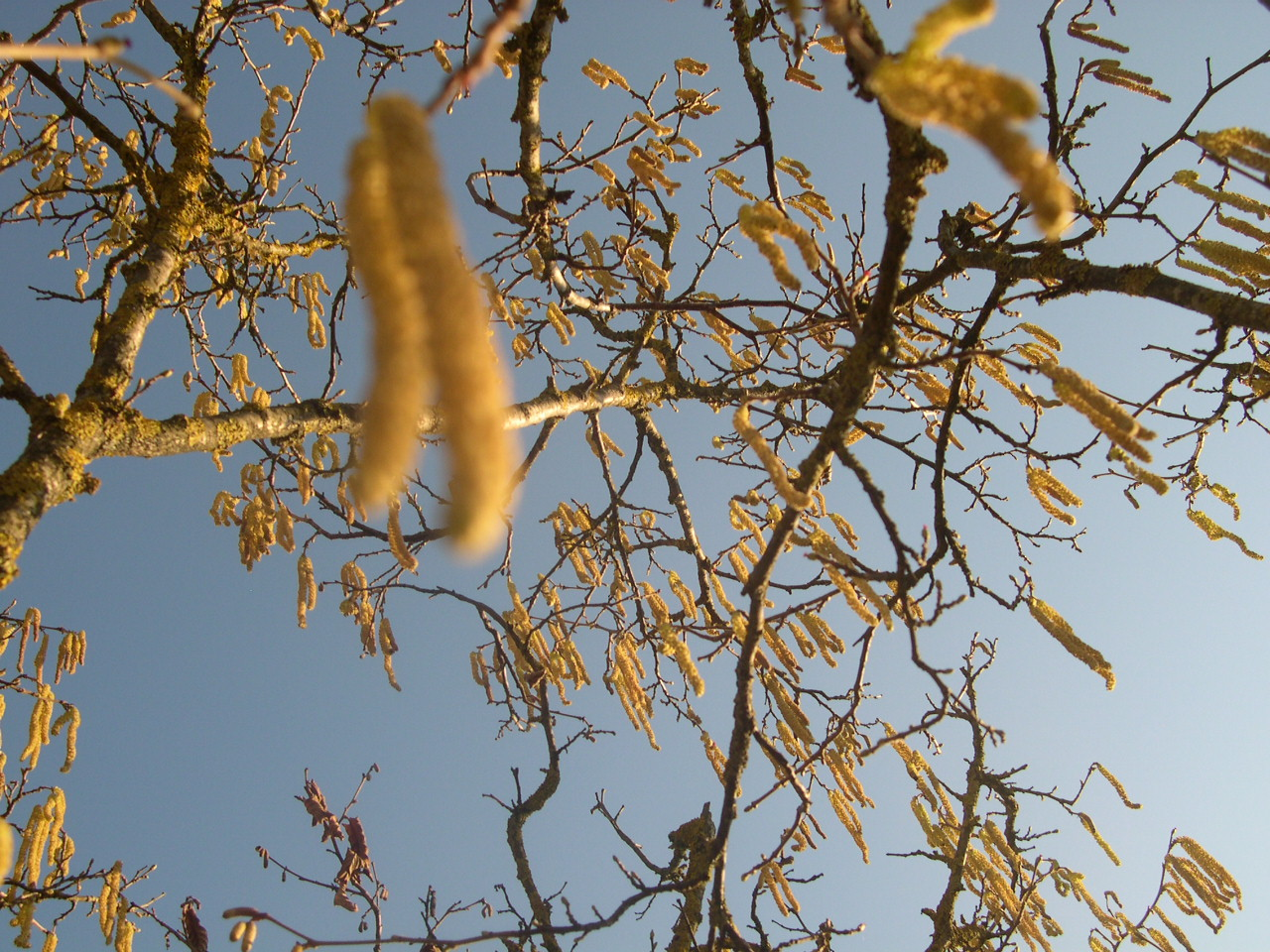
Infiorescenze di nocciòlo viste dal basso

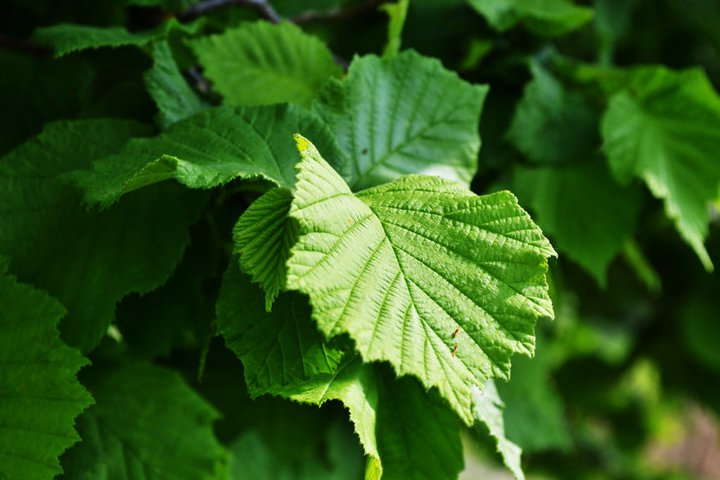
Foglie di nocciòlo

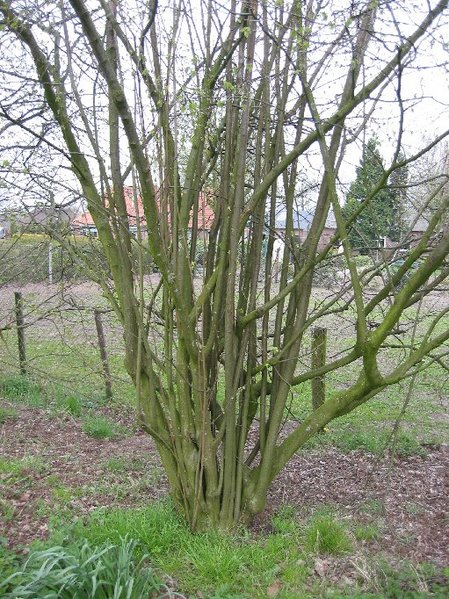
Arbusto del nocciolo

## Produzione
| I 10 maggiori produttori di nocciole nel 2018 | I 10 maggiori produttori di nocciole nel 2018 |
| Paese                                         | Produzione (tonnellate)                       |
| --------------------------------------------- | --------------------------------------------- |
| Turchia                                       | 515.000                                       |
| Italia                                        | 132.699                                       |
| Azerbaigian                                   | 52.067                                        |
| Stati Uniti                                   | 46.270                                        |
| Cina                                          | 24.790                                        |
| Georgia                                       | 17.000                                        |
| Iran                                          | 15.839                                        |
| Francia                                       | 14.988                                        |
| Cile                                          | 9.019                                         |
| Spagna                                        | 8.033                                         |
| Mondo                                         | 863.888                                       |

## Coltivazione
Vengono coltivate numerose varietà da frutto e ornamentali: tra queste ultime sono notevoli la varietà pendula, la varietà contorta, a portamento tortuoso, la varietà fusco-rubra a foglie porporine.
È una pianta colonizzatrice che, avendo esigenze modeste in fatto di terreno e di clima, si adatta a svariate condizioni ambientali. In Italia, secondo produttore mondiale dopo la Turchia, il nocciolo è coltivato in modo intensivo principalmente in poche zone (in parentesi sono indicate le cultivar):
- Piemonte, nelle Langhe (Tonda Gentile delle Langhe);
- Lazio, in provincia di Viterbo (Tonda Gentile Romana);
- Campania, nelle province di Caserta (Tonda di Giffoni, Camponica, Mortarella, San Giovanni), Napoli, Avellino (Mortarella, San Giovanni, Camponica), Benevento (Mortarella), Salerno (Tonda di Giffoni);
- Calabria, tra i comuni di Cardinale, Simbario, Torre di Ruggiero la Tonda Calabrese, la Tonda di Giffoni e la Tonda Romana[9].
- Sicilia, principalmente nella provincia di Messina, ma anche sull'Etna, sulle Madonie e nei dintorni di Piazza Armerina.

Le cultivar di riferimento in Italia per uso e caratteristiche sono:
- Tonda Gentile delle Langhe, piemontese, molto richiesta dall'industria dolciaria, si ambienta con difficoltà fuori dalla sua area tipica di coltivazione e di origine;
- Tonda di Giffoni, originaria della provincia di Salerno, è coltivata in varie zone della Campania e del Lazio essendo una cultivar dall'ottimo ambientamento anche in zone diverse dall'area tipica di coltivazione, molto richiesta dall'industria dolciaria;
- Tonda Gentile Romana, della provincia di Viterbo;
- Mortarella e S. Giovanni, campane a frutto allungato;
- Camponica, campana a frutto grosso, ottima da tavola;
- Nostrale o Siciliana, la varietà più diffusa in Sicilia, ottima per la tostatura che esalta il suo aroma intenso.

## Avversità

### Funghi
Le più importanti malattie da funghi che colpiscono il nocciolo sono il mal dello stacco (causato da Cytospora corylicola), il cimiciato dei semi (causato da Nematospora coryli) e l'oidio o mal bianco (causato da Phyllactinia guttata).

### Insetti
Gli insetti parassiti più importanti sono la cimice angolosa (Gonocerus acuteangulatus), la cimice verde (Palomena prasina), le farfalle tortrice del nocciolo (Gypsonoma dealbana) e gemmaiola del nocciolo (Epinotia tenerana), i coleotteri aplidia del nocciolo (Haplidia etrusca), agrilo del nocciolo (Agrilus viridis) e balanino delle nocciole (Curculio nucum).

## Usi terapeutici
Le foglie del nocciolo contengono i fenoli e i flavonoidi che agiscono sul gonfiore, come tonici delle vene e come antinfiammatori.
L'olio di nocciola ha un alto contenuto di lipidi insaturi, quindi penetra facilmente la cute senza ungere, per cui si usa come cosmetico in creme o olii per la pelle.

## Aspetti medici
La presenza di nocciole, anche in tracce, va indicata per legge sulle etichette degli alimenti al fine di evitare reazioni allergiche.

## Galleria d'immagini

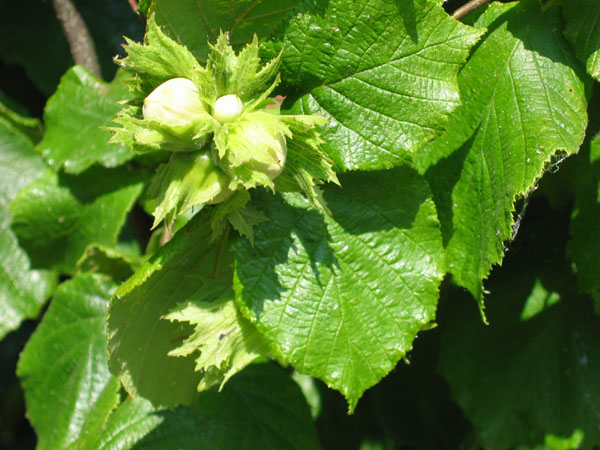
Foglie e frutti in brattee
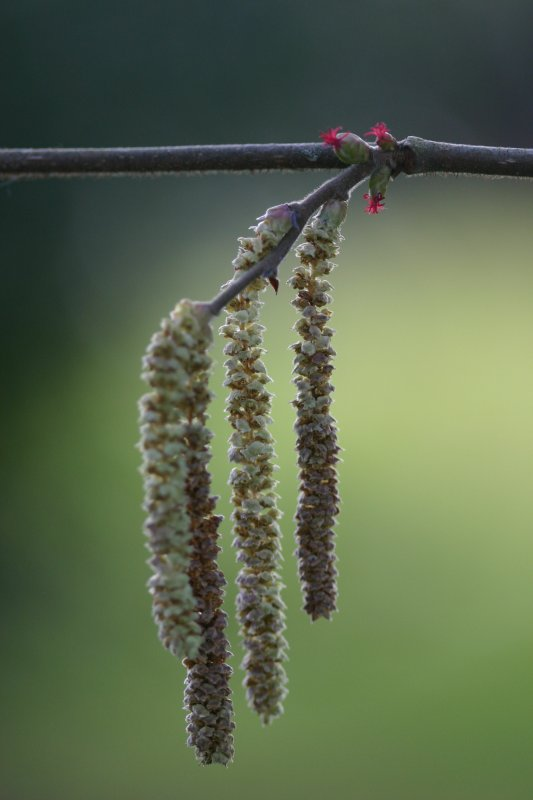
Infiorescenze
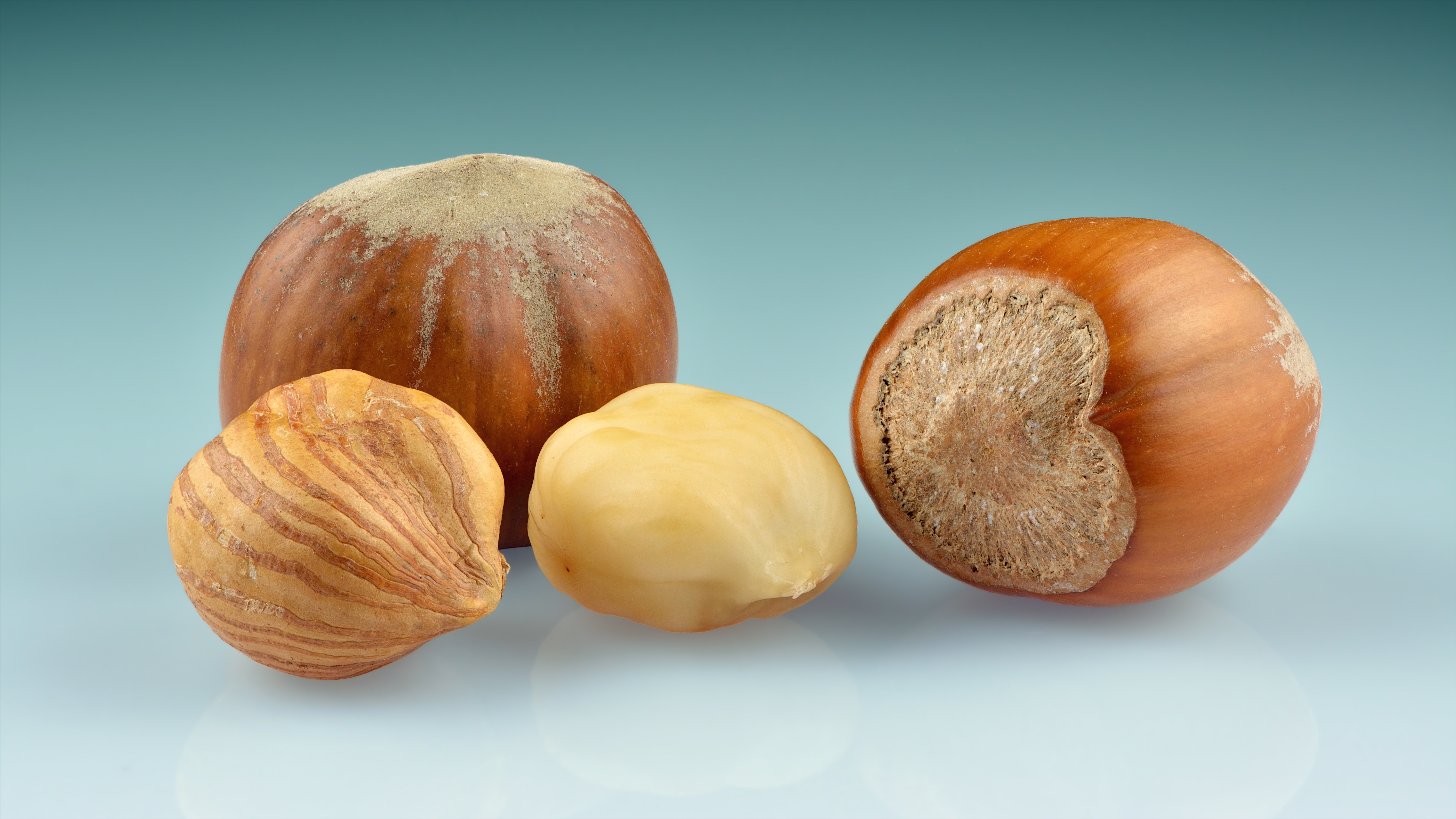
Frutto con guscio e senza guscio
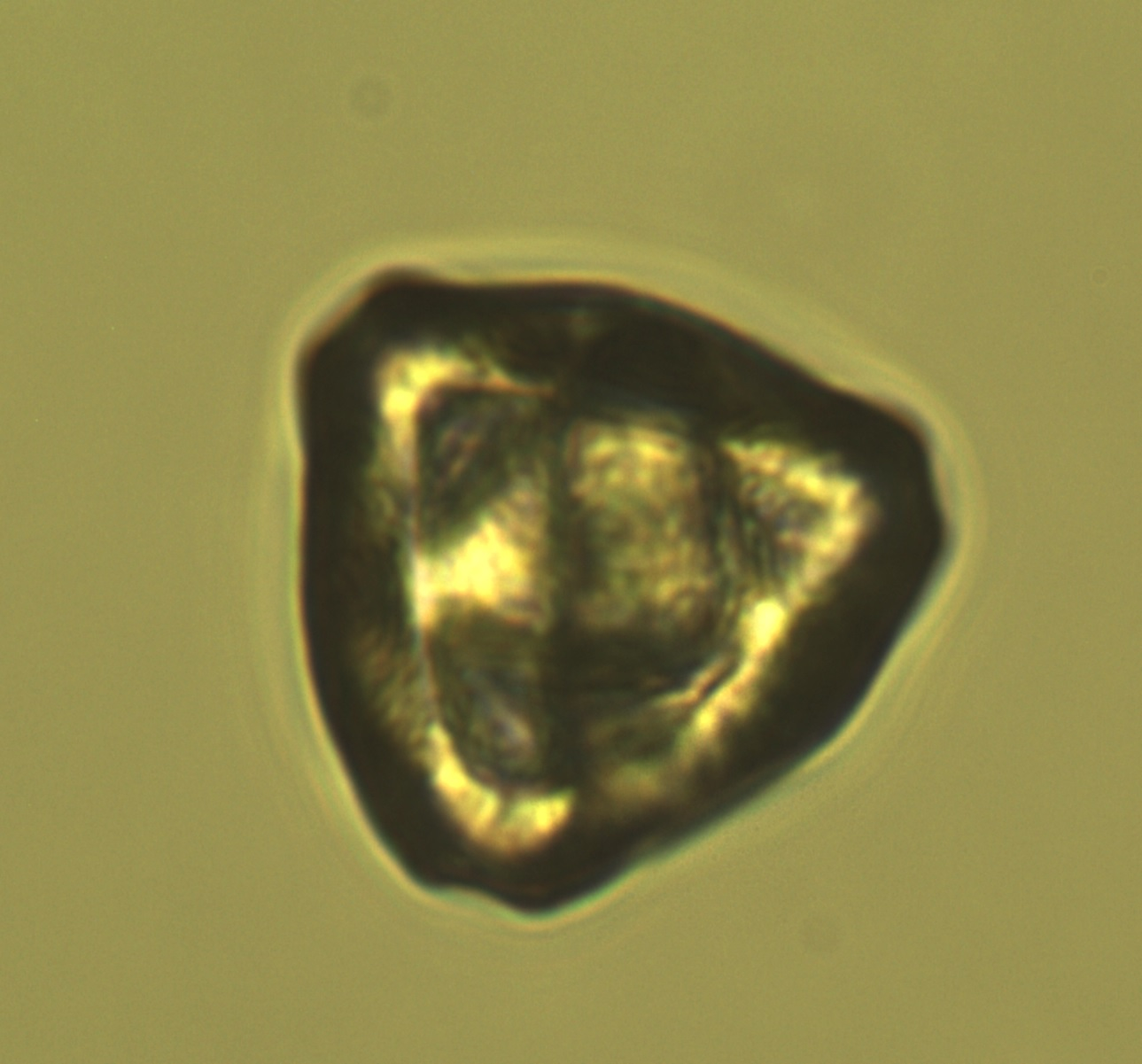
Polline al microscopio